# Björn Leist

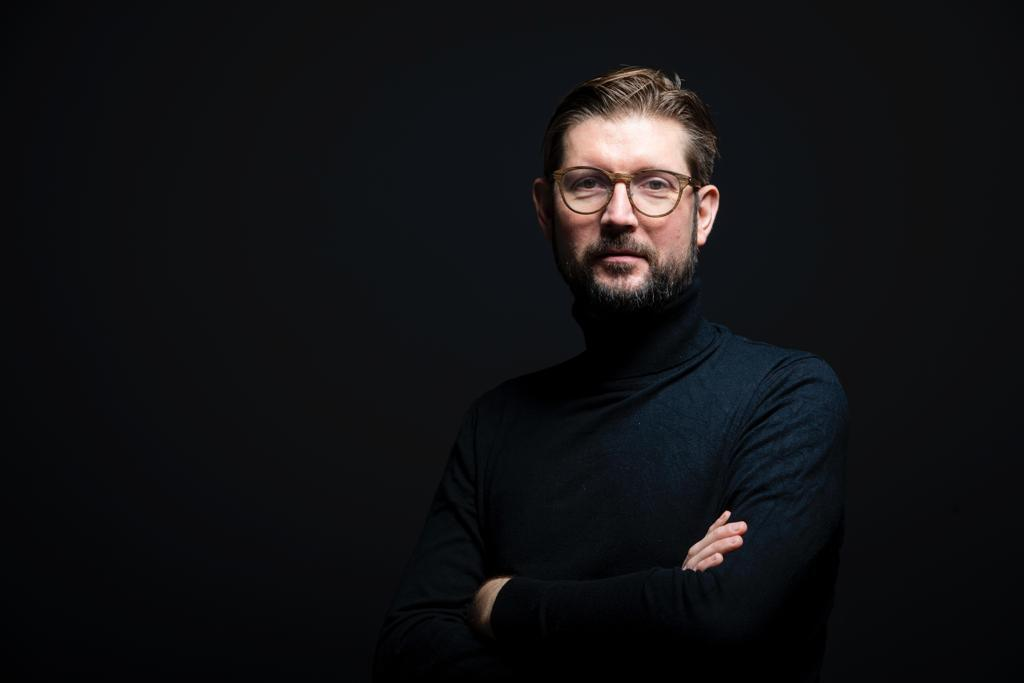
Porträt Björn Leist

Björn Leist (* 11. Januar 1978 in Fulda) ist ein deutscher Sternekoch.

## Leben
Björn Leist stammt aus einer Metzgerfamilie in der hessischen Rhön. 2017 erkochte er sich mit seinem Restaurant BjörnsOx in Hilders seinen ersten Michelin-Stern. Nachdem das BjörnsOx am SaxenHof im rund 20 Kilometer entfernten Dermbach wieder eröffnet worden war, erhielt er im Jahr 2020 erneut einen Michelin-Stern. Heute betreibt er dort die Rhöner Botschaft, mit einem Hotel, einem à la carte Restaurant und der Sterne-Küche im BjörnsOX.

## Werdegang
Seine Ausbildung zum Koch absolvierte Björn Leist von 1998 bis 2001 im Hotel Bareiss bei Oliver Ruthardt und Peter Müller, anschließend bei dem 3-Sterne-Meister Claus-Peter Lumpp im Restaurant Bareiss in Baiersbronn. Danach arbeitete er im Landhaus Bacher in Mautern (Österreich) bei Thomas Dorfer und im 3-Sterne-Restaurant Schloss Schauenstein in Chur (Schweiz) unter Küchenchef Andreas Caminada. Von 2009 bis 2018 führte er mit seiner Familie die drei Restaurants: Sonne, OX sowie BjörnsOx in Hilders. Mit BjörnsOx erhielt er im Jahr 2017 seinen ersten Michelin-Stern. Nach der Zeit in Hilders eröffnete der gebürtige Hesse die RhönerBotschaft im Saxenhof in Dermbach (thüringische Rhön) neu. Seit 2018 betreibt er dort unter dem Namen RhönerBotschaft, das Hotel SaxenHof, das à la carte Restaurant WohnZimmer sowie sein Sterne-Restaurant BjörnsOx.
Der Sterne-Koch ist vor allem für Gerichte mit dem Rhöner Weideochsen aus eigener Zucht (kurz RWOX) bekannt. Leist setzt in seinen Restaurants auf regionale und natürliche Lebensmittel, den Bezug zu seiner Rhöner Heimat und das kreative Erschaffen von einzigartigen Speisen.

## Auszeichnungen
- 2017: 1 Michelin-Stern für das Restaurant BjörnOx in Hilders[9]
- 2017: 15 Punkte im Gault & Millau[10]
- 2020: 1 Michelin-Stern für das Restaurant BjörnOx in Dermbach[11]
- 2020: 7/10 Gusto-Pfannen im Gourmetführer Gusto[12]
- 2020: 3 Löffel im Schlemmer Atlas[13]
- 2021: 3/5 Punkte im FEINSCHMECKER Guide[14]
- 2021: Die besten Restaurants in Deutschland 2021, Der Feinschmecker[15]
- 2021: Varta-Tipp Küche im Varta-Führer[16]
- 2022: 2 schwarze Hauben im Gault & Millau[17]
- 2022: Die besten Restaurants 2022, Gault & Millau[18]